# Dennis Hull
Dennis William Hull, född 19 november 1944, är en kanadensisk före detta professionell ishockeyspelare som tillbringade 14 säsonger i den nordamerikanska ishockeyligan National Hockey League (NHL), där han spelade för ishockeyorganisationerna Chicago Black Hawks och Detroit Red Wings. Han producerade 654 poäng (303 mål och 351 assists) samt drog på sig 261 utvisningsminuter på 959 grundspelsmatcher. Hull spelade också på lägre nivåer för St. Louis Braves i Central Professional Hockey League (CPHL) och St. Catharines Teepees och St. Catharines Black Hawks i Ontario Hockey Association (OHA-Jr.).
Han är bror till Bobby Hull och farbror till Brett Hull, båda två var bland de bästa spelarna i sina respektive generationer i NHL.
Efter spelarkarriären tog han kandidatexamen i historia och idrott och hälsa vid Brock University och har arbetat som lärare, chef för idrottsföreningen Illinois Tech Scarlet Hawks tillhörande universitetet Illinois Institute of Technology, föreläsare, expertkommentator, komiker och uppfödare av nötkreatur.

## Statistik
| 1960–1961      | St. Catharines Teepees     | OHA-Jr.        | 47  | 6   | 4   | 10  | 33  | 6   | 0  | 1  | 1  | 2  |
| 1961–1962      | St. Catharines Teepees     | OHA-Jr.        | 50  | 6   | 12  | 18  | 29  | 2   | 0  | 0  | 0  | 2  |
| 1962–1963      | St. Catharines Black Hawks | OHA-Jr.        | 50  | 19  | 29  | 48  | 73  | —   | —  | —  | —  | —  |
| 1963–1964      | St. Catharines Black Hawks | OHA-Jr.        | 55  | 48  | 49  | 97  | 123 | 12  | 4  | 11 | 15 | 50 |
| 1964–1965      | Chicago Black Hawks        | NHL            | 55  | 10  | 4   | 14  | 18  | 12  | 4  | 11 | 15 | 50 |
| 1965–1966      | Chicago Black Hawks        | NHL            | 25  | 1   | 5   | 6   | 6   | 3   | 0  | 0  | 0  | 0  |
|                | St. Louis Braves           | CPHL           | 40  | 11  | 16  | 27  | 14  | 5   | 2  | 1  | 3  | 0  |
| 1966–1967      | Chicago Black Hawks        | NHL            | 70  | 25  | 17  | 42  | 33  | 6   | 0  | 1  | 1  | 12 |
| 1967–1968      | Chicago Black Hawks        | NHL            | 74  | 18  | 15  | 33  | 34  | 11  | 1  | 3  | 4  | 6  |
| 1968–1969      | Chicago Black Hawks        | NHL            | 72  | 30  | 34  | 64  | 25  | —   | —  | —  | —  | —  |
| 1969–1970      | Chicago Black Hawks        | NHL            | 76  | 17  | 35  | 52  | 31  | 8   | 5  | 2  | 7  | 0  |
| 1970–1971      | Chicago Black Hawks        | NHL            | 78  | 40  | 26  | 66  | 16  | 18  | 7  | 6  | 13 | 2  |
| 1971–1972      | Chicago Black Hawks        | NHL            | 78  | 30  | 39  | 69  | 10  | 8   | 4  | 2  | 6  | 4  |
| 1972–1973      | Chicago Black Hawks        | NHL            | 78  | 39  | 51  | 90  | 27  | 16  | 9  | 15 | 24 | 4  |
| 1973–1974      | Chicago Black Hawks        | NHL            | 74  | 29  | 39  | 68  | 15  | 10  | 6  | 3  | 9  | 0  |
| 1974–1975      | Chicago Black Hawks        | NHL            | 69  | 16  | 21  | 37  | 10  | 5   | 0  | 2  | 2  | 0  |
| 1975–1976      | Chicago Black Hawks        | NHL            | 80  | 27  | 39  | 66  | 28  | 4   | 0  | 0  | 0  | 0  |
| 1976–1977      | Chicago Black Hawks        | NHL            | 75  | 16  | 17  | 33  | 2   | 2   | 1  | 0  | 1  | 0  |
| 1977–1978      | Detroit Red Wings          | NHL            | 55  | 5   | 9   | 14  | 6   | —   | —  | —  | —  | —  |
| NHL totalt     | NHL totalt                 | NHL totalt     | 959 | 303 | 351 | 654 | 261 | 104 | 33 | 34 | 67 | 30 |
| CPHL totalt    | CPHL totalt                | CPHL totalt    | 40  | 11  | 16  | 27  | 14  | 5   | 2  | 1  | 3  | 0  |
| OHA-Jr. totalt | OHA-Jr. totalt             | OHA-Jr. totalt | 202 | 79  | 94  | 173 | 258 | 20  | 4  | 12 | 16 | 52 |